# Nefermaat B
Nefermaat B (Nefermaat Mlađi) je bio princ drevnoga Egipta, a živio je tijekom 4. dinastije.

## Etimologija
Nefermaatovo ime znači "lijepa Maat", ali se može prevesti i kao "lijepi red". Maat je božica reda i istine.

## Biografija
Nefermaat B je bio jedino dijete princeze Nefertkau A, koja je bila kćer faraona Snofrua. Nefermaatov otac nije poznat, ali postoje teorije o tome tko je on bio. Nefermaat je bio nazvan po svom poluujaku Nefermaatu A, najstarijem od Nefertkauine polubraće. Imao je naslov "kraljev sin", zbog čega se pretpostavlja da mu je otac bio faraon. Druga je mogućnost da je nosio taj naslov jer je bio Snofruov unuk.
Nefermaat je bio vezir, kao i njegov poluujak po kojem je nazvan.
Nije poznata Nefermaatova supruga, ali je u njegovoj grobnici spomenuta žena znana kao Tadihor. Ona je možda bila njegova supruga. Nefermaatov je sin bio Snofrukaf, kojeg je Nefermaat nazvao po svom djedu. 
Nefermaat je pokopan u mastabi G 7060 u Gizi. U blizini te grobnice je pokopana njegova majka, a tu je u blizini i grobnica njegova sina.

## Vanjske poveznice
|  | Zajednički poslužitelj ima još gradiva o temi Nefermaat B |